# Луната залезе
„Луната залезе“ е роман от Джон Стайнбек, оформен за адаптиране за театър, за който Стайнбек получава норвежкия Кръст на свободата на крал Хаакон VII. Публикуван е от „Викинг Прес“ през март 1942. Историята разказва за военната окупация на малко градче в Северна Европа от армията на неназована нация, който е във война с Англия и Русия (много подобна на окупацията на Норвегия от Германия по време на Втората световна война). Преводът на книгата на френски е публикуван нелегално в опукираната от нацистите Франция от Les Éditions de Minuit – издателството на Френската съпротива. Освен това множество други издания са публикувани тайно сред окупирана Европа, включително на норвежки, шведски, датски, холандски и италиански; това е най-известната американска литературна творба в СССР по време на войната. Въпреки че в текста никога окупаторите не се назовават като германци, препратките към „Водачът“, „Спомените от пораженията в Белгия и Франция отпреди 20 години“ ясно го показват. Написана с цел да мотивира и ентусиазира съпротивителните движения в окупираните страни, книгата се появява в най-малко 92 издания по целия свят.

## Герои

### „Нашествениците“
- Полковник Лансър – командващ местния батальон; ветеран от Първата световна война.
- Капитан Бентик – възрастен, англофил; обича кучетата, Коледа и „розовите деца.“ Убит от Алекс Морден в изблик на ярост, докато се опитва да защити капитан Лофт.
- Майор Хънтър – инженер; има железопътен модел вкъщи.
- Капитан Лофт – млад, амбициозен; живее и диша с армията.
- Лейтенант Пракъл – добър художник; има няколко руси сестри.
- Лейтенант Тондър – поет, описван като „тъмен романтик“, убит от Моли Морден, след като е флиртувал с нея. Мечтае за романтична смърт във войната.
- „Водачът“ – само посочен, но никога назован с име; моделиран по Адолф Хитлер.

### Местните
- Джордж Коръл – популярен преди нашествието магазинер, предател и шпионин. Той улеснява инвазията.
- Кметът Орден – шестдесет и няколко годишен мъж; дългогодишен кмет на града. Той отказва да каже на хората да сътрудничат на нашествениците, знаейки, че те няма да го направят.
- Доктор Уинтър – градският доктор и стар приятел и съветник на кмета.
- Госпожата (Сара) – съпругата на кмета; често се суети за външния му вид и т.н.
- Джоузеф – прислужникът на кмета; доста често е свидетел на събития в кметството.
- Ани – готвачката на кмета; активна в съпротивата, но не е заподозряна поради възрастта ѝ.
- Алекс Морден – убива капитан Бенлик в пристъп на ярост с кирка, когато му е заповядано да работи. Искал е да атакува капитан Лофт, но капитан Бенлик спасява Лофт. Първи от местните, който е екзекутиран. Съпруг на Моли Морден.
- Моли Морден – неговата съпруга; подмамва и убива лейтенант Тондър след смъртта на Алекс.

## Адаптации
Историята е пресъздадена през 1943 във филма „Луната залезе“ със Седрик Хардуик, Хенри Тревърс и Лий Коб в главните роли, режисиран от Ървин Пишел. Част от действието е адаптирано от самия Стайнбек.

## Заглавие
Заглавието на книгата идва от „Макбет“. Точно преди Банко да срещне Макбет по пътя си, за да убие крал Дънкан, той пита сина му Флианс: „Как върви нощта, момче?“, а Флианс отговаря: „Луната залезе; Не съм чул часовникът.“ (действие II, сцена i).